# Мельников Анатолій Васильович (1923—1944)
Анатолій Васильович Мельников (3 травня 1923 — 22 серпня 1944) — радянський військовик часів Другої світової війни, командир взводу 202-ї танкової бригади 19-го танкового корпусу 51-ї армії 1-го Прибалтійського фронту, старший лейтенант. Герой Радянського Союзу (1945).

## Життєпис
Народився в місті Дебальцеве, нині Донецької області. Закінчив 9 класів.
У лавах РСЧА з 1941 року. У 1942 році закінчив Харківське танкове училище.
Учасник німецько-радянської війни з липня 1942 року: командир танкового взводу. Особливо відзначився у боях на території Латвії: в районі населеного пункту Букайші Терветського краю взвод під його командуванням брав участь у відбитті семи контратак ворога, знищивши при цьому 5 танків, 5 гармат і близько 100 солдатів і офіцерів супротивника. Загинув у бою.

## Нагороди
Указом Президії Верховної Ради СРСР від 24 березня 1945 року старшому лейтенанту Мельникову Анатолію Васильовичу присвоєне звання Героя Радянського Союзу (посмертно).